# Сасык-Ункюр
Сасык-Ункюр (кирг. Сасык-Үңкүр) — село в Араванском районе Ошской области Кыргызстана. Входит в состав Алля Анаровского айылного аймака.

## География
Село расположено в западной части области, на правом берегу реки Аравансай, на расстоянии приблизительно 1 километра (по прямой) к северу от села Араван, административного центра района. Абсолютная высота — 724 метра над уровнем моря.

## Население
Согласно оценочным данным Национального статистического комитета Кыргызской Республики, численность населения села на начало 2023 года составляла 635 человек.
| год     | 2009 | 2014 | 2015 | 2020 | 2021 | 2023 |
| ------- | ---- | ---- | ---- | ---- | ---- | ---- |
| человек | 1505 | 1679 | 1769 | 525  | 580  | 635  |